# Wonolelo (Pleret)
Wonolelo is een bestuurslaag in het regentschap Bantul van de provincie Jogjakarta, Indonesië. Wonolelo telt 4343 inwoners (volkstelling 2010).